# Sam (strip)
Sam is een Belgische stripreeks gemaakt door het duo Jan Bosschaert (tekeningen) en Marc Legendre (scenario). De albums worden uitgegeven door de Standaard Uitgeverij. De eerste strip kwam in 1990 uit.

## Verschenen albums
| Nummer | Titel           | Jaartal (Eerste druk) |
| ------ | --------------- | --------------------- |
| 1      | De garage       | 1990                  |
| 2      | Apestreken      | 1990                  |
| 3      | De Knokenkoffer | 1991                  |
| 4      | Pruimentijd     | 1993                  |
| 5      | De Kikkerpoel   | 1994                  |
| 6      | Circus Campioni | 1995                  |
| 7      | Naar Pruttelaar | 1996                  |
| 8      | Hazera          | 1999                  |
| 9      | Dubbel & dwars  | 2007                  |
| 10     | Aan de grond    | 2008                  |
| 11     | Goudkoorts      | 2008                  |

### Buiten reeks
- Metaal, Kei Tof!, 1994
- Je hobby, je beroep!, 1995

### Integraal
In 2016 startte een integrale uitgave van Sam, waarin alle bovenstaande verhalen werden opgenomen. De reeks werd door Saga uitgegeven. De tweede en derde uitgave dateren van respectievelijk 2017 en 2018.

## Trivia
- In album  De knokenkoffer maakt Sam haar leraar uit voor Mislukte Urbanus, nadat deze een grap maakte waarmee zij niet kon lachen. In 1998 zou tekenaar Bosschaert samen met Urbanus de vedettestrip De Geverniste Vernepelingskes starten.